# Chironia angolensis
Chironia angolensis är en gentianaväxtart som beskrevs av Ernest Friedrich Gilg. Chironia angolensis ingår i släktet Chironia och familjen gentianaväxter. Inga underarter finns listade i Catalogue of Life.